# Erpe-Mere
Erpe-Mere è un comune belga di 19 563 abitanti, situato nella provincia fiamminga delle Fiandre Orientali.